# Kuzmin
Kuzmin (cyr. Кузмин) – wieś w Serbii, w Wojwodinie, w okręgu sremskim, w mieście Sremska Mitrovica. W 2011 roku liczyła 2982 mieszkańców.